# Piacenza Calcio 1919 2017-2018
Questa voce raccoglie le informazioni riguardanti il Piacenza Calcio 1919 nelle competizioni ufficiali della stagione 2017-2018.

## Stagione
Dopo il sesto posto in Lega Pro e l'eliminazione al secondo turno dai Play-off della stagione precedente, il Piacenza disputa la stagione 2017-2018 in Serie C. La stagione inizia il 30 luglio con il primo turno di Coppa Italia. Il Piacenza affronta in casa la Massese battendola con il risultato di (1-0). Al secondo turno i biancorossi affrontano fuori casa il Novara militante in Serie B, lo battono con il punteggio (1-2). Poi nel terzo turno il Piacenza affronta il Crotone, squadra di Serie A. Contro i rossoblu calabresi il Piacenza viene eliminato dalla competizione venendo sconfitta (2-1). Affidata per la terza stagione di fila al tecnico Arnaldo Franzini, il Piacenza disputa il girone A del campionato di Serie C, piazzandosi ottavo con 50 punti, sul campo ne raccoglie 52, ma ha avuto una penalizzazione di 2 punti, centrando almeno l'obiettivo Play-off, sale in Seie B il Livorno con 68 punti. Nei Play-off il Piacenza supera i primi due turni grazie alle vittorie ottenute in gara secca contro il Giana Erminio (4-2 casalingo) e il Monza (0-1 in trasferta). Poi nella fase nazionale incontra la Sambenedettese, che lo estromette nel doppio confronto, dalla corsa alla promozione. Ottiene la vittoria (2-1) nella gara di andata al Garilli, ma in quella di ritorno la squadra biancorossa viene sconfitta (3-1) dai marchigiani. Il friulano Simone Corazza preso dal Novara, con 10 reti è stato il miglior marcatore di stagione dei piacentini.

## Divise e sponsor
Gli sponsor sulle magliette sono: L’altro Village e Polenghi per prima e terza, Lpr e Polenghi per la seconda, dietro in basso LTP, lo sponsor tecnico rimane la Macron.
| Casa | Trasferta | Terza maglia |

## Organigramma societario
Area direttiva
- Presidente: Marco Gatti

Area organizzativa
- Dirigente accompagnatore: Alessandro Brizzolesi
- Team manager: Andrea Lussardi

Area tecnica
- Allenatore: Arnaldo Franzini
- Preparatori atletici: Igor Bonazzi, Gianfranco Baggi
- Preparatore dei portieri: Massimo Ferrari

Area sanitaria
- Medici sociali: Rosario Brancati
- Fisioterapista: Paolo Fumi, Mattia Tanzini

## Rosa
Rosa aggiornata al 17 agosto 2017.
| N. |                   | Ruolo | Calciatore              |
| -- | ----------------- | ----- | ----------------------- |
| 1  | Italia (bandiera) | P     | Ermanno Fumagalli       |
| 2  | Italia (bandiera) | D     | Diego Di Cecco          |
| 3  | Italia (bandiera) | D     | Christian Mora          |
| 4  | Italia (bandiera) | D     | Antonio Pergreffi       |
| 5  | Italia (bandiera) | D     | Edoardo Masciangelo     |
| 6  | Italia (bandiera) | D     | Jacopo Silva (capitano) |
| 7  | Italia (bandiera) | A     | Andrea Nobile           |
| 7  | Italia (bandiera) | A     | Massimiliano Pesenti    |
| 8  | Italia (bandiera) | C     | Alex Pederzoli          |
| 9  | Italia (bandiera) | A     | Niccolò Romero          |
| 10 | Italia (bandiera) | A     | Jacopo Ferri            |
| 11 | Italia (bandiera) | A     | Matteo Colombi          |
| 11 | Italia (bandiera) | A     | Simone Corazza          |
| 13 | Italia (bandiera) | D     | Francesco Bini          |
| 14 | Italia (bandiera) | C     | Massimo Carollo         |

| N. |                    | Ruolo | Calciatore            |
| -- | ------------------ | ----- | --------------------- |
| 14 | Italia (bandiera)  | C     | Mattia Corradi        |
| 16 | Italia (bandiera)  | C     | Daniele Bottazzi      |
| 17 | Italia (bandiera)  | D     | Roberto Masullo       |
| 18 | Italia (bandiera)  | C     | Simone Della Latta    |
| 19 | Italia (bandiera)  | D     | Davide Bertoncini     |
| 19 | Italia (bandiera)  | A     | Davide Di Molfetta    |
| 20 | Italia (bandiera)  | D     | Daniele Sarzi Puttini |
| 20 | Francia (bandiera) | C     | Anthony Taugourdeau   |
| 21 | Italia (bandiera)  | D     | Alessandro Castellana |
| 22 | Italia (bandiera)  | P     | Mattia Lanzano        |
| 23 | Italia (bandiera)  | C     | Tommaso Morosini      |
| 24 | Italia (bandiera)  | C     | Jacopo Segre          |
| 25 | Italia (bandiera)  | A     | Giacomo Zecca         |
| 26 | Italia (bandiera)  | C     | Jacopo Scaccabarozzi  |
| 27 | Italia (bandiera)  | A     | Stefano Franchi       |

## Risultati

### Serie C

#### Girone di andata
| Arbitro: | Massimi (Termoli) |

|                             |           |  |
| Cori 46’ (rig.) Giudici 70’ | Marcatori |  |

| Arbitro: | Rossetti (Ancona) |

|  |           |                  |
|  | Marcatori | 84’ Dell'Agnello |

| Arbitro: | Volpi (Arezzo) |

|                    |           |                        |
| Ragatzu 63’ (rig.) | Marcatori | 38’ (rig.) T. Morosini |

| Arbitro: | Natilla (Molfetta) |

|                              |           |            |
| Scaccabarozzi 55’ Romero 78’ | Marcatori | 62’ D'Ursi |

| Arbitro: | Fontani (Siena) |

|                                   |           |                        |
| T. Morosini 12’ (rig.) Romero 68’ | Marcatori | 45+3’ (rig.) A. Curcio |

| Arbitro: | Clerico (Torino) |

|  |           |             |
|  | Marcatori | 77’ C. Mora |

| Arbitro: | Moriconi (Roma) |

|                                         |           |  |
| Zecca 32’ Pederzoli 54’ Della Latta 90’ | Marcatori |  |

| Arbitro: | Di Cairano (Ariano Irpino) |

|                                            |           |  |
| Corsinelli 69’ Risalti 83’ Mastrilli 90+4’ | Marcatori |  |

| Arbitro: | Proietti (Terni) |

|  |           |              |
|  | Marcatori | 20’ Razzitti |

| 22 ottobre 2017, ore CET 10ª giornata |  | – Turno di riposo Piacenza |  |  |

| Piacenza 27 ottobre 2017, ore 20:45 CET 11ª giornata | Piacenza           | 0 – 0 | Pisa | Stadio Leonardo Garilli\| Arbitro: \| Ayroldi (Molfetta) \| |
| Arbitro:                                             | Ayroldi (Molfetta) |       |      |                                                             |

| Arbitro: | Longo (Paola) |

|              |           |                                                   |
| Fantacci 79’ | Marcatori | 16’ Pergreffi 36’ Romero 72’ Bini 83’ T. Morosini |

| Arbitro: | De Santis (Lecce) |

|                                           |           |                                             |
| Chiarello 7’, 47’ Bruno 23’ (rig.), 90+1’ | Marcatori | 2’ Pergreffi 11’ Segre 71’ (rig.) Pederzoli |

| Arbitro: | Feliciani (Teramo) |

|           |           |            |
| Segre 18’ | Marcatori | 49’ Tavano |

| Arbitro: | Nicoletti (Catanzaro) |

|                             |           |           |
| F. Ferrari 30’ Luperini 77’ | Marcatori | 60’ Silva |

| Arbitro: | Perotti (Legnano) |

|                             |           |                                     |
| Corazza 64’, 85’ Romero 77’ | Marcatori | 34’ (aut.) T. Morosini 48’ González |

| Arbitro: | Amabile (Vicenza) |

|                |           |                      |
| Alessandro 13’ | Marcatori | 66’ (rig.) Pederzoli |

| Arbitro: | Carella (Bari) |

|               |           |                             |
| Pergreffi 53’ | Marcatori | 76’ Rondanini 90+2’ Santini |

| Arbitro: | Mei (Pesaro) |

|                   |           |                                   |
| Maiorino 30’, 36’ | Marcatori | 9’ Masciangelo 70’ (rig.) Corazza |

#### Girone di ritorno
| Arbitro: | Schirru (Nichelino) |

|  |           |              |
|  | Marcatori | 76’ D'Errico |

| Arbitro: | Fontani (Siena) |

|                  |           |  |
| Dell'Agnello 53’ | Marcatori |  |

| Arbitro: | Paterna (Teramo) |

|                 |           |  |
| Taugourdeau 60’ | Marcatori |  |

| Arbitro: | G. Miele (Nola) |

|                        |           |                               |
| Moscardelli 72’ (rig.) | Marcatori | 5’ (rig.) Corazza 37’ Corradi |

| Arbitro: | Clerico (Torino) |

|                                  |           |  |
| Vano 7’ Sanna 64’ L. La Rosa 88’ | Marcatori |  |

| Arbitro: | Lorenzin (Castelfranco Veneto) |

|             |           |  |
| Corazza 75’ | Marcatori |  |

| Arbitro: | Maranesi (Ciampino) |

|             |           |  |
| Damonte 57’ | Marcatori |  |

| Arbitro: | Curti (Milano) |

|                 |           |  |
| Della Latta 39’ | Marcatori |  |

| Arbitro: | Natilla (Molfetta) |

|               |           |                            |
| Calderini 16’ | Marcatori | 21’ Castellana 34’ Pesenti |

| 11 marzo 2018, ore CET 29ª giornata |  | – Turno di riposo Piacenza |  |  |

| Pisa 18 marzo 2018, ore CET 30ª giornata | Pisa             | 0 – 0 | Piacenza | Stadio Arena Garibaldi-Romeo Anconetani\| Arbitro: \| Paterna (Teramo) \| |
| Arbitro:                                 | Paterna (Teramo) |       |          |                                                                           |

| Arbitro: | Acanfora (Castellammare di Stabia) |

|             |           |  |
| Pesenti 16’ | Marcatori |  |

| Arbitro: | Moriconi (Roma) |

|             |           |               |
| Pesenti 72’ | Marcatori | 42’ Chiarello |

| Arbitro: | Cosso (Reggio Calabria) |

|                          |           |  |
| Coralli 86’ Biasci 90+2’ | Marcatori |  |

| Arbitro: | Rutella (Enna) |

|                                      |           |                         |
| Corazza 45+4’ (rig.) Masciangelo 38’ | Marcatori | 72’ F.Ferrari 75’ Zullo |

| Arbitro: | De Tullio (Bari) |

|              |           |              |
| L. Gatto 53’ | Marcatori | 90+4’ Romero |

| Arbitro: | Robilotta (Sala Consilina) |

|                       |           |  |
| Corazza 60’ Segre 80’ | Marcatori |  |

| Arbitro: | Viotti (Tivoli) |

|  |           |                               |
|  | Marcatori | 35’ Romero 86’ (rig.) Corazza |

| Arbitro: | De Remigis (Teramo) |

|                         |           |                      |
| Pesenti 23’ Corazza 63’ | Marcatori | 14’ (41) Vantaggiato |

#### Play off
| Arbitro: | Zingarelli (Siena) |

|                                               |           |                           |
| Taugourdeau 58’ Romero 71’, 90+1’ Pesenti 80’ | Marcatori | 8’ Marotta 90+4’ Greselin |

| Arbitro: | D'Apice (Arezzo) |

|  |           |            |
|  | Marcatori | 3’ Pesenti |

| Arbitro: | Viotti (Tivoli) |

|                    |           |              |
| Silva 26’ Bini 34’ | Marcatori | 20’ Miracoli |

| Arbitro: | Maggioni (Lecco) |

|                                               |           |               |
| Miracoli 51’ (rig.), 88’ (rig.) Rapisarda 61’ | Marcatori | 90+1’ Franchi |

### Coppa Italia

#### Turni eliminatori
| Arbitro: | Zanonato (Vicenza) |

|                   |           |  |
| Scaccabarozzi 65’ | Marcatori |  |

| Arbitro: | Ghersini (Genova) |

|               |           |                               |
| Macheda 90+3’ | Marcatori | 40’ Pederzoli 71’ T. Morosini |

| Arbitro: | Pinzani (Empoli) |

|                        |           |          |
| Budimir 25’ Trotta 83’ | Marcatori | 61’ Bini |

### Coppa Italia Serie C
| Arbitro: | Santoro (Messina) |

|  |           |                                                   |
|  | Marcatori | 25’ Fischnaller 34’ Russini 75’ Pastore 81’ Nicco |